# George Balanchine

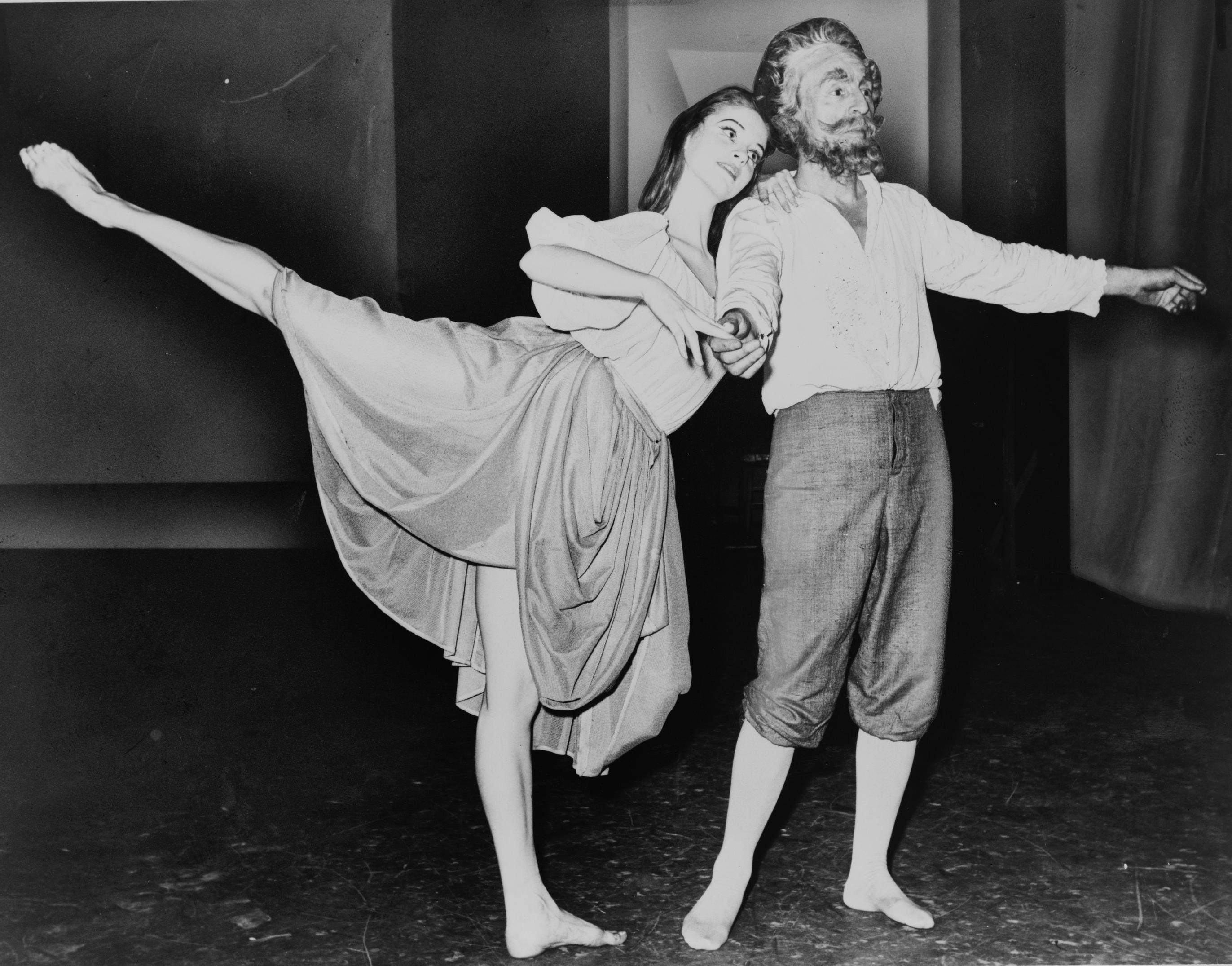
Suzanne Farell i George Balanchine

George Balanchine, właśc. Giorgi Balancziwadze (gruz. გიორგი ბალანჩივაძე; ros. Георгий Мелитонович Баланчивадзе lub Баланчин; ur. 9 stycznia?/22 stycznia 1904 w Petersburgu, zm. 30 kwietnia 1983 w Nowym Jorku) – amerykański choreograf pochodzenia gruzińskiego. Syn kompozytora Melitona, brat kompozytora Andrii. Stworzył zespół New York City Ballet.

## Życiorys
W wieku 9 lat rozpoczął naukę w Petersburskiej Szkole Teatralnej, którą ukończył z wyróżnieniem w roku 1921. Jednocześnie w latach 1920-1924 uczył się w Konserwatorium Petersburskim . Rozpoczął pracę w Państwowym Teatrze Opery i Baletu (przedtem i obecnie Teatrze Maryjskim). W roku 1923 założył niezależny zespół baletowy, co spowodowało konflikt z kierownictwem Opery. Wraz z tym zespołem wyjechał w roku 1924 na tourneé zagraniczne, z którego już nie powrócił. W Londynie spotkał Siergieja Diagilewa, który przyjął go wraz z zespołem do swoich Baletów Rosyjskich. W Baletach Rosyjskich występował do zgonu Diagilewa w roku 1929, najpierw jako tancerz, potem jako choreograf i baletmistrz.
W roku 1933 spotkał w Londynie Amerykanina Lincolna Kirsteina, który zamierzał założyć w USA niezależny zespół baletowy. Balanchine przekonał go do założenia w roku 1934 szkoły baletowej School of American Ballet, z której powstał następnie American Ballet. Szkoła baletowa działa nadal i kształci tancerzy dla znanych amerykańskich zespołów baletowych.
American Ballet został włączony do nowojorskiej Metropolitan Opera. W latach 1933–1938 we współpracy Balanchine’a z Igorem Strawinskim powstały wybitne utwory baletowe.
Powrócił na krótko do współpracy z Ballets Russes de Monte Carlo, a w roku 1946 przeniósł się do Nowego Jorku, gdzie działał w New York City Ballet do śmierci w roku 1983.

## Literatura
- Irena Turska Przewodnik baletowy, Polskie Wydawnictwo Muzyczne, 2008, ISBN 978-83-224-0470-6.
- Tacjanna Wysocka Dzieje baletu, Państwowy Instytut Wydawniczy, Warszawa 1970